# Нарсия, Леонид Семёнович
Леонид Семёнович Нарсия (1913 год, Сухумский округ, Кутаисская губерния, Российская империя — дата смерти неизвестна, село Кяласур, Сухумский район, Абхазская ССР, Грузинская ССР) — звеньевой колхоза «Эдази» Сухумского района Абхазской АССР, Герой Социалистического Труда (1948). Кавалер трёх орденов Ленина.

## Биография
Родился в 1913 году в одном из сельских населённых пунктов Сухумского округа. Во время коллективизации вступил в местный колхоз, в котором трудился рядовым колхозником, звеньевым полеводческого звена.
В сентябре 1941 года призван в Красную Армию. Воевал на Южном фронте в составе 413-го стрелкового полка 4-й стрелковой дивизии 18-й Армии. Получил ранение в кисти обеих рук. После излечения в пятигорском госпитале был демобилизован.
Возвратившись на родину, трудился заведующим фермой колхоза «Эдази» Сухумского района, председателем которого был Герой Социалистического Труда Виктор Яковлевич Шелия. Позднее был назначен звеньевым полеводческого звена.
В 1947 году звено под его руководством собрало в среднем с каждого гектара по 76,68 центнера кукурузы на площади 3 гектара Указом Президиума Верховного Совета СССР от 21 февраля 1948 года за «получение высоких урожаев кукурузы и пшеницы в 1947 году» был удостоен звания Героя Социалистического Труда. Вручение награды состоялось 23 апреля 1948 года (номера наград: золотая звезда «Серп и Молот» № 722, орден Ленина № 67487).
В последующие годы добивался высоких урожаев кукурузы, за что был награждён орденом Ленина в 1950 и 1951 годах.
После выхода на пенсию проживал в селе Кяласур Сухумского района.
Награды
- Герой Социалистического Труда
- Орден Ленина — трижды (1949; 03.07.1950 (№ 123282); 19.05.1951 (№ 142713))
- Медаль «За боевые заслуги» (06.08.1946)